# Zongora a levegőben
A Zongora a levegőben egy színes magyar filmszatíra, amelyet 1976-ben mutattak be. Forgatókönyvírója és rendezője Bacsó Péter.

## Készítették
- Rendező: Bacsó Péter
- Forgatókönyvíró: Bacsó Péter
- Dramaturg: Marx József
- Díszlettervező: Vayer Tamás
- Jelmeztervező: Ján Katalin
- Operatőr: Zsombolyai János
- Vágó: Komlóssy Annamária
- Zene: Vukán György
- A rendező munkatársa: Koza Dezső
- Gyártásvezető: Onódi György
- Színes technika: Deimanik Tamásné

Közreműködik a Magyar Rádió és Televízió Szimfonikus Zenekara, valamint Jandó Jenő, Vukán György, Berkes Mária és Berkes Kálmán. Vezényel: Gyulai Gaál János
A filmben részletek hangzanak el: Bartók, Beethoven, Chopin, Liszt és Mozart műveiből.

## Szereplők
- Kicsi Dániel, zongoraművész – Juraj Ďurdiak (magyar hangja Rácz Tibor)
- Dr. Zsák Rezső, a lakóbizottság elnöke, okleveles vegyészmérnök, rovar- és féregirtó kisiparos – Őze Lajos
- Janicsár Béla, gimnáziumi igazgató helyettes – Tomanek Nándor
- Padlizsán Tamás, főkönyvelő – Kállai Ferenc
- Padlizsánné, Zsóka – Pécsi Ildikó
- Padlizsán Valika – Ujváry Éva
- rendőrnyomozó – Körmendi János
- Klimperberger Géza, karmester – Major Tamás
- tanácsi előadó – Spányik Éva
- Szipkáné, a zenei főtanács tagja – Sallai Kornélia
- országgyűlési képviselő, pap – Ujlaky László
- Barbara Seriden, a tokioi  verseny zsűrielnökének magyar származású felesége – Fogarassy Mária
- a lakóbizottság tagja – Szirmay Jenő
- Varga Tibor
- a ház egyik lakója – Bod Teréz
- az országgyűlési képviselő titkárnője – Csongrádi Kata

## A film cselekménye
A film alapötletével kapcsolatban Bacsó Péter az alábbiakat mondta: 

„Amikor az Ötszemközt című tv-műsorban Vitray Tamás Kocsis Zoltánnal beszélgetett, Kocsis többek között arról beszélt, hogy otthonában — a lakótelepi házban — konfliktusai támadtak a szomszédokkal, megfenyegették, mert sokat gyakorol. Hát nem egy bohózat magva ez?”

A film főhőse Kicsi Dániel, fiatal, neves, szorgalmas zongoraművész, egy tízemeletes panelházba költözik. A hangszer és az új lakó egy kisteherautóval érkezik a lakótelepre, de a szállítómunkások csak a ház bejáratáig  viszik és ott is hagyják a zongorát, amely így közlekedési akadályt képez. A helyzetet a házkapun kilépő lakóbizottsági elnök: Dr. Zsák, okleveles vegyészmérnök (nem mellesleg rovar- és féregirtó kisiparos) segít megoldani. Megszervezi, hogy a ház lakói csigán, kötelekkel felhúzzák a hatodik emeletre a zongorát. Padlizsán Tamás főkönyvelő, a ház lakóinak nevében virágcsokorral csönget be a Kicsi Dánielhez, és mert megrögzött, lelkes, de dilettáns művészetkedvelő, megkéri az ifjú művészt, hogy engedje meg neki, hogy a gyakorlását meghallgathassa. Ám miután sokadszorra is csak ugyanazt a futamot hallja, megunja és otthagyja a fiatal zongoristát. Az esti hangszeres gyakorlás megzavarja a közvetlen szomszéd lakásban magányosan élő, és mindennel elégedetlen Janicsár Béla, gimnáziumi igazgatóhelyettest is, aki előbb átdörömböl, majd be is csönget a zongoraművészhez. A ház lakóinak életét és nyugalmát innentől kezdve alaposan felforgatja az otthon rendszertelenül gyakorló művész és hadjáratot indítanak a megzabolázására, majd a szó szoros értelmében kifüstölésére. Ehhez segítségül hívják a muzsika-, de inkább fiatal muzsikusra-éhes tanácsi előadónőt, a lakók közül a több műszakban dolgozó munkást, a lankadt és fásult nyomozót és még az országgyűlési képviselőt is. Közben a zongoristának is bonyodalmai támadnak művészete gyakorlásában. Előbb a lemezfelvétel alkalmával az elismert, de opportunista idősödő karmesterrel kerül konfliktusba, majd a koncertjén a nézők közül a tokiói verseny zsűrielnök, magyar származású, sznob, szépasszony feleségnek, – a művészetekre süket, ám a fiatal muzsikushoz nagyon is vonzódó – a zeneműbe belecsengő fülönfüggői miatt alkotói válságba kerül. Szipkáné, a művészeti főtanács tagja Kicsi Dánielt ugyan ráveszi, hogy kérjen bocsánatot a karmestertől, aki kikapcsolódásképpen a hétvégi kertjébe is meghívja, de a külföldi versenyt repülőjegyestől elutasítja. A művészi válsága odáig fajul, hogy már gyakorolni sincs kedve. A ház lakóinak már az éjszakai csend is szokatlanul gyanús és a lakók közül Janicsár, már csak a szó szerinti kifüstölésben lát megoldást. A film végén füst száll a lakóház hatodik emeleti lakásából, a ház lakói mind az utcára sietnek, egyedül a zongoraművész maradt a lakásában. A lakók kiáltozását meghallva a zárójelenetében a fiatal művész kiugrik az égő lakásból. Egy a lakók által kifeszített tűzoltóponyvára esik. A ponyván jókedvűen föl-le ugráltatják lakótársai…